# Hrabstwo Navajo

Piramida wieku hrabstwa

Hrabstwo Navajo – hrabstwo w USA w północno-zachodniej części stanu Arizona. W roku 2010 liczba ludności wyniosła 107 449. Stolicą jest Holbrook. Nazwane na cześć Indian Nawahów (ang. Navajo).

## Historia
Powstało 21 marca 1895 roku poprzez secesję z hrabstwa Apache.

## Geografia
Całkowita powierzchnia wynosi 25 795 km². Z tego 16 km² stanowi woda. Na terenie hrabstwa znajdują się między innymi część Monument Valley, Keams Canyon, część Parku Narodowego Skamieniałego Lasu oraz duże stanowiska sosny żółtej.

### Rezerwaty Indian
Obszar 17 178,7 km² (66,5% hrabstwa) zajmują rezerwaty Indian. Największymi są:
- Rezerwat Indian Fort Apache – rezerwat Apaczów
- Rezerwat Indian Hopi – rezerwat  Hopi
- Navajo Indian Reservation – rezerwat Nawaho

### Miejscowości
- Holbrook
- Pinetop-Lakeside
- Snowflake
- Show Low
- Taylor
- Winslow

### CDP
- Chilchinbito
- Clay Springs
- Cibecue
- Dilkon
- East Fork
- First Mesa
- Fort Apache
- Greasewood
- Hard Rock
- Heber-Overgaard
- Hondah
- Hotevilla-Bacavi
- Indian Wells
- Jeddito
- Joseph City
- Keams Canyon
- Kykotsmovi Village
- Kayenta
- Lake of the Woods
- Linden
- Low Mountain
- North Fork
- Oljato-Monument Valley
- Pinedale
- Pinon
- Pinetop Country Club
- Rainbow City
- Seba Dalkai
- Seven Mile
- Second Mesa
- Shongopovi
- Shonto
- Tees Toh
- Turkey Creek
- Wagon Wheel
- Whitecone
- Whiteriver
- Woodruff

### Sąsiednie hrabstwa
- hrabstwo Apache – wschód
- hrabstwo Graham – południe
- hrabstwo Gila – południowy zachód
- hrabstwo Coconino – zachód
- hrabstwo San Juan w Utah – północ